# Championnat d'Irlande du Nord de football 2000-2001
Navigation
Édition précédente Édition suivante
Le 99e Championnat d'Irlande du Nord de football se déroule en 2000-2001. Linfield remporte son quarante-quatrième titre de champion d’Irlande du Nord avec sept points d’avance sur le deuxième Glentoran. Glentoran, complète le podium.  
Les équipes jouent en tout 36 matchs. Elles affrontent donc tous leurs adversaires quatre fois, deux fois à domicile et deux fois à l’extérieur.
Un système de promotion/relégation reste en place. En fin de saison le dernier de première division est remplacé par le premier de deuxième division. Ballymena United descend et est remplacé par Ards FC.
L’avant dernier de première division rencontre en batch de barrage aller-retour le deuxième de deuxième division. Crusaders FC bat Distillery FC et se maintient dans l’élite.
Avec 17 buts marqués en 36 matchs,  Davy Larmour  de Linfield  remporte pour la première fois le titre de meilleur buteur de la compétition.

## Les 10 clubs participants
| Club                                  | Stade             | Capacité | Ville     |
| ------------------------------------- | ----------------- | -------- | --------- |
| Ballymena United                      | The Showgrounds   | 7 500    | Ballymena |
| Cliftonville FC                       | Solitude          | 7 200    | Belfast   |
| Coleraine FC                          | The Showgrounds   | 6 600    | Coleraine |
| Crusaders FC                          | Seaview           | 9 100    | Belfast   |
| Glenavon FC                           | Mourneview Park   | 7 300    | Lurgan    |
| Glentoran FC                          | The Oval          | 14 100   | Belfast   |
| Linfield                              | Windsor Park      | 20 500   | Belfast   |
| Newry Town                            | The Showgrounds   | 6 500    | Newry     |
| Omagh Town Football and Athletic Club | St. Julian's Road | 5 000    | Omagh     |
| Portadown FC                          | Shamrock Park     | 5 800    | Portadown |

## Compétition

### Classement
Le classement est établi sur le barème de points classique (victoire à 3 points, match nul à 1, défaite à 0).
| Rang | Équipe           | Pts | J  | G  | N  | P  | Bp | Bc | Diff |
| ---- | ---------------- | --- | -- | -- | -- | -- | -- | -- | ---- |
| 1    | Linfield T       | 75  | 36 | 22 | 9  | 5  | 75 | 31 | +44  |
| 2    | Glenavon FC      | 62  | 36 | 18 | 8  | 10 | 56 | 42 | +14  |
| 3    | Glentoran FC C   | 57  | 36 | 15 | 12 | 9  | 52 | 37 | +15  |
| 4    | Coleraine FC     | 53  | 36 | 14 | 11 | 11 | 48 | 44 | +4   |
| 5    | Cliftonville FC  | 47  | 36 | 12 | 11 | 13 | 53 | 57 | -4   |
| 6    | Newry Town       | 44  | 36 | 12 | 8  | 16 | 42 | 55 | -13  |
| 7    | Omagh Town       | 43  | 36 | 11 | 10 | 15 | 48 | 54 | -6   |
| 8    | Portadown FC     | 41  | 36 | 10 | 11 | 15 | 48 | 60 | -12  |
| 9    | Crusaders FC     | 35  | 36 | 8  | 11 | 17 | 44 | 59 | -15  |
| 10   | Ballymena United | 34  | 36 | 9  | 7  | 20 | 41 | 68 | -27  |

| Légende : Qualifications et relégations | Légende : Qualifications et relégations                                      |
| --------------------------------------- | ---------------------------------------------------------------------------- |
|                                         | Ligue des champions de l'UEFA 2001-2002                                      |
|                                         | Coupe UEFA 2001-2002                                                         |
|                                         | Relégation en deuxième division                                              |
|                                         | Barrage de relégation contre le deuxième de D2                               |
|                                         | T : Tenant du titre C : Vainqueurs de la Coupe d'Irlande du Nord de football |

### Matchs de barrages
|  | Crusaders | 1-2 et 3-1 | Distillery |  |  |
|  |           |            |            |  |  |

## Bilan de la saison
| Tableau d'Honneur                         |           |
| Compétition                               | Vainqueur |
| Championnat d'Irlande du Nord de football | Linfield  |
| Coupe d'Irlande du Nord de football       | Glentoran |

| Promotions et relégations |                  |
| Relégués                  | Ballymena United |
| Promus                    | Ards             |

## Statistiques

### Meilleur buteur
1. Davy Larmour, Linfield, 17 buts